# Trojka (skupina organizacij)
Trojka je skupen izraz za tri mednarodne ustanove, ki delujejo usklajeno z namenom reševanja evropskih držav v finančnih težavah.
Te tri ustanove so:
1. Evropska centralna banka, ki spremlja, kaj se dogaja s skupno evropsko valuto evro ter preverja ostale (narodne in komercialne) banke v Evropski uniji.
2. Mednarodni denarni sklad, ki spodbuja mednarodno denarno sodelovanje ter v primeru posebnih potreb kateri izmed držav posodi sredstva. Običajno je tako posojilo namenjeno oziroma pogojeno s strukturnimi spremembami v državi prejemnici.
3. Evropska komisija, ki zastopa vse države v Evropski uniji.[1]

Ukrepi in reforme, torej pogoji, ki jim morajo države zadostiti v zameno za denarno pomoč, so zapisani v pogodbi, ki se imenuje Memorandum o soglasju (MoS). Uresničevanje pogojev, sprejetih v Memorandumu, Trojka nadzira prek tako imenovanih ocenjevalnih misij, v okviru katerih obišče države, s katerimi ima sklenjen MoS. Če misija na podlagi obiska oceni, da država ni storila dovolj, lahko odloži izplačilo naslednjega obroka pomoči. Na tak način Trojka močno vpliva na gospodarske in finančne politike držav, ki so pristopile k reševanju težav s pomočjo Trojkinih posojil.